# Zwemmen op de Olympische Zomerspelen 1932
Zwemmen is een van de sporten die beoefend werden tijdens de Olympische Zomerspelen 1932 in Los Angeles.

## Heren

### 100 m vrije slag
| rang   | sporter           | land | tijd |
| ------ | ----------------- | ---- | ---- |
| Goud   | Yasuji Miyazaki   | JPN  | 58.2 |
| Zilver | Tatsugo Kawaishi  | JPN  | 58.6 |
| Brons  | Albert Schwartz   | USA  | 58.8 |
| 4      | Manuella Kalili   | USA  | 59.2 |
| 5      | Zenjiro Takahashi | JPN  | 59.2 |
| 6      | Raymond Thompson  | USA  | 59.5 |

Yasuji Miyazaki zwom een OR in de halve finales, tijd 58.0 s.

### 400 m vrije slag
| rang   | sporter          | land | tijd      |
| ------ | ---------------- | ---- | --------- |
| Goud   | Buster Crabbe    | USA  | OR 4:48.4 |
| Zilver | Jean Taris       | FRA  | 4:48.5    |
| Brons  | Tsutomu Oyokota  | JPN  | 4:52.3    |
| 4      | Takashi Yokoyama | JPN  | 4:52.5    |
| 5      | Noboru Sugimoto  | JPN  | 4:56.7    |
| 6      | Boy Charlton     | AUS  | 4:58.6    |

### 1500 m vrije slag
| rang   | sporter          | land | tijd       |
| ------ | ---------------- | ---- | ---------- |
| Goud   | Kusuo Kitamura   | JPN  | OR 19:12.4 |
| Zilver | Shozo Makino     | JPN  | 19:14.1    |
| Brons  | James Cristy     | USA  | 19:39.5    |
| 4      | Noel Philip Ryan | AUS  | 19:45.1    |
| 5      | Buster Crabbe    | USA  | 20:02.7    |
| 6      | Jean Taris       | FRA  | 20:09.7    |

### 100 m rugslag
| rang   | sporter         | land | tijd   |
| ------ | --------------- | ---- | ------ |
| Goud   | Masaji Kiyokawa | JPN  | 1:08.6 |
| Zilver | Toshio Irie     | JPN  | 1:09.8 |
| Brons  | Kentaro Kawatsu | JPN  | 1:10.0 |
| 4      | Robert Zehr     | USA  | 1:10.9 |
| 5      | Ernst Küppers   | GER  | 1:11.3 |
| 6      | Robert Kerber   | USA  | 1:12.8 |

### 200 m schoolslag
| rang   | sporter            | land | tijd   |
| ------ | ------------------ | ---- | ------ |
| Goud   | Yoshiyuki Tsuruta  | JPN  | 2:45.4 |
| Zilver | Reizo Koike        | JPN  | 2:46.6 |
| Brons  | Teofilo Yldefonso  | PHI  | 2:47.1 |
| 4      | Erwin Sietas       | GER  | 2:48.0 |
| 5      | Jikirum Adjaluddin | PHI  | 2:49.2 |
| 6      | Shigeo Nakagawa    | JPN  | 2:52.8 |

Reizo Koike zwom een OR in de halve finales, tijd 2:44.9 min.

### 4x200 m vrije slag
| rang   | sporters                                                                                   | land | tijd      |
| ------ | ------------------------------------------------------------------------------------------ | ---- | --------- |
| Goud   | Yasuji Miyazaki Masanori Yusa Takashi Yokoyama Hisakichi Toyoda                            | JPN  | WR 8:58.4 |
| Zilver | Frank Booth George Fissler Maiola Kalili Manuella Kalili                                   | USA  | 9:10.5    |
| Brons  | András Wanié László Szabados András Székely István Bárány                                  | HUN  | 9:31.4    |
| 4      | George Larson George Burrows Walter Spence Munroe Bourne                                   | CAN  | 9:36.3    |
| 5      | Joseph Whiteside Robert Leivers Martyn Ffrench-Williams Reginald Sutton                    | GBR  | 9:45.8    |
| 6      | Carlos Kennedy Leopoldo Tahier Roberto Peper Alfredo Rocca                                 | ARG  | 10:13.1   |
| 7      | Manoel Lourenço Silva Isaac Dos Santos Moraes Manoel Rocha Villar Benevenuto Martins Nunes | BRA  | 10:36.5   |

## Dames

### 100 m vrije slag
| rang   | sporter         | land | tijd      |
| ------ | --------------- | ---- | --------- |
| Goud   | Helene Madison  | USA  | OR 1:06.8 |
| Zilver | Willy den Ouden | NED  | 1:07.8    |
| Brons  | Eleanor Saville | USA  | 1:09.3    |
| 4      | Josephine McKim | USA  | 1:09.3    |
| 5      | Frances Bult    | AUS  | 1:09.9    |
| 6      | Jennie Maakal   | RSA  | 1:10.8    |

### 400 m vrije slag
| rang   | sporter        | land | tijd      |
| ------ | -------------- | ---- | --------- |
| Goud   | Helene Madison | USA  | WR 5:28.5 |
| Zilver | Lenore Kight   | USA  | 5:28.6    |
| Brons  | Jennie Maakal  | RSA  | 5:47.3    |
| 4      | Joyce Cooper   | GBR  | 5:49.7    |
| 5      | Yvonne Godard  | FRA  | 5:54.4    |
| 6      | Norene Forbes  | USA  | 6:06.0    |

### 100 m rugslag
| rang   | sporter               | land | tijd   |
| ------ | --------------------- | ---- | ------ |
| Goud   | Eleanor Holm          | USA  | 1:19.4 |
| Zilver | Philomena Mealing     | AUS  | 1:21.3 |
| Brons  | Elizabeth Davies      | GBR  | 1:22.5 |
| 4      | Phyllis Harding       | GBR  | 1:22.6 |
| 5      | Joan McSheehy         | USA  | 1:23.2 |
| 6      | Joyce Cooper          | GBR  | 1:23.4 |
| —      | Marie Philipsen-Braun | NED  | DNS    |

Eleanor Holm zwom een OR in de halve finales, tijd 1:18.3 min.

### 200 m schoolslag
| rang   | sporter          | land | tijd      |
| ------ | ---------------- | ---- | --------- |
| Goud   | Clare Dennis     | AUS  | OR 3:06.3 |
| Zilver | Hideko Maehata   | JPN  | 3:06.4    |
| Brons  | Else Jacobsen    | DEN  | 3:07.1    |
| 4      | Margery Hinton   | GBR  | 3:11.7    |
| 5      | Margaret Hoffman | USA  | 3:11.8    |
| 6      | Anne Govednik    | USA  | 3:16.0    |
| 7      | Jane Cadwell     | USA  | 3:18.2    |

### 4x100 m vrije slag
| rang   | sporters                                                   | land | tijd   |
| ------ | ---------------------------------------------------------- | ---- | ------ |
| Goud   | Josephine McKim Helen Johns Eleanor Saville Helene Madison | USA  | 4:38.0 |
| Zilver | Rie Vierdag Puck Oversloot Corrie Laddé Willy den Ouden    | NED  | 4:47.5 |
| Brons  | Elizabeth Davies Helen Varcoe Joyce Cooper Edna Hughes     | GBR  | 4:52.4 |
| 4      | Irene Pirie Irene Mullen Ruth Kerr Betty Edwards           | CAN  | 5:05.7 |
| 5      | Kazue Kojima Hatsuko Morioka Misao Yokota Yukie Arata      | JPN  | 5:06.7 |

## Medaillespiegel
| rang   | land             | goud | zilver | brons | totaal |
| ------ | ---------------- | ---- | ------ | ----- | ------ |
| 1      | Japan            | 5    | 5      | 2     | 12     |
| 2      | Verenigde Staten | 5    | 2      | 3     | 10     |
| 3      | Australië        | 1    | 1      | 0     | 2      |
| 4      | Nederland        | 0    | 2      | 0     | 2      |
| 5      | Frankrijk        | 0    | 1      | 0     | 1      |
| 6      | Groot-Brittannië | 0    | 0      | 2     | 2      |
| 7      | Denemarken       | 0    | 0      | 1     | 1      |
| 7      | Hongarije        | 0    | 0      | 1     | 1      |
| 7      | Filipijnen       | 0    | 0      | 1     | 1      |
| 7      | Zuid-Afrika      | 0    | 0      | 1     | 1      |
| totaal | totaal           | 11   | 11     | 11    | 33     |